# 94 Wojskowa Składnica Materiałów Topograficznych
94 Wojskowa Składnica Materiałów Topograficznych (94 WSMT) – nieistniejący już oddział topograficzny Wojska Polskiego.

## Formowanie, zadania, szkolenie
94 Wojskowa Składnica Materiałów Topograficznych sformowana została na podstawie rozkazu Szefa Sztabu Generalnego Wojska Polskiego nr 0142/0rg. z 11 października 1968 na bazie już istniejącej w Drawnie JW 4666, która wydzieliła miejsce dla 94 WSMT. Rozkazem personalnym szefa Departamentu Kadr MON nr 070 z 23 marca 1969 wyznaczono kierowniczą kadrę jednostki. 13 czerwca 1969 z 93 Wojskowej Składnicy Materiałów Topograficznych z Białobrzeg przybył pierwszy transport kolejowy z wydawnictwami topograficznymi. W składnicy gromadzono wydawnictwa kartograficzne, głównie na potrzeby czasu wojennego, szczególnie na obszar Europy Zachodniej, zaopatrywała jednostki w materiały topograficzne. Traktowana była jako składnica frontowa. Zgodnie z planami cyklicznie organizowano szkolenia żołnierzy rezerw, kadra jednostki uczestniczyła w treningach i ćwiczeniach organizowanych między innymi przez Tylną Bazę Frontu oraz Główne Kwatermistrzostwo WP. Jednostka współpracowała z sąsiednią 7 Okręgową Składnicą Sprzętu Inżynieryjnego i Materiałów Wybuchowych. 17 marca 1992 składnica na podstawie decyzji dowódcy POW nr 436  z dnia 11 lutego 1992 została przeniesiona do Torunia i włączona do 6 Samodzielnego Oddziału Topogeodezyjnego, zmieniono również jej przeznaczenie. 30 września 1995 na podstawie zarządzenia dowódcy POW nr 0129 z dnia 11 kwietnia 1995 składnicę rozformowano. 

## Dowódcy składnicy
Dowódcami skladnicy w latach 1969 do 1995 byli: 
- kpt./ppłk Witold Twarowski (1969-1974)
- ppłk Kazimierz Chmieliński (1974-1977)
- ppłk Zdzisław Zawierta (1977-1981)
- ppłk Ryszard Wandowicz (1981-1987)
- por. Janusz Pierożek (1987-1992)
- mjr Ryszard Bożek (1992-1995)